# Lou Carnesecca
Louis P. Carnesecca (* 5. Januar 1925 in Manhattan, New York; † 30. November 2024) war ein US-amerikanischer Basketballtrainer. Zwischen 1957 und 1992 trainierte er die Basketballmannschaft Redmen der St. John’s University in New York, die später in Red Storm umbenannt wurden. Unterbrochen wurde diese Zeit allerdings von 1970 bis 1973, als Carnesecca die New York Nets, die sich heute Brooklyn Nets nennen, in der US-Profiliga American Basketball Association (ABA) trainierte. Carneseccas größter Erfolg war der Gewinn des National Invitation Tournaments 1989. Seine Gesamtbilanz beträgt als College-Trainer 526-200, als ABA-Trainer 114-138. Am 11. Mai 1992 wurde Carnesecca in die Naismith Memorial Basketball Hall of Fame aufgenommen. 2004 wurde die Heimspielstätte der Red Storm in Lou Carnesecca Arena umbenannt.